# Stefan Meniok
Stefan Meniok CSsR (ur. 19 sierpnia 1949 w Nakonecznem) – ukraiński duchowny greckokatolicki, od 2002 egzarcha doniecki (do roku 2014 doniecko-charkowski) i tytularny biskup Acarassus.

## Życiorys
Święcenia kapłańskie przyjął 8 lipca 1981, zaś cztery miesiące później złożył śluby wieczyste w zakonie redemptorystów. Był m.in. ekonomem i wikariuszem prowincjalnym, a także rektorem zakonnego seminarium.
11 stycznia 2002 został mianowany egzarchą doniecko-charkowskim i tytularnym biskupem Acarassus. Chirotonii biskupiej udzielił mu 15 lutego tegoż roku kard. Lubomyr Huzar.